# Península de Yucatán

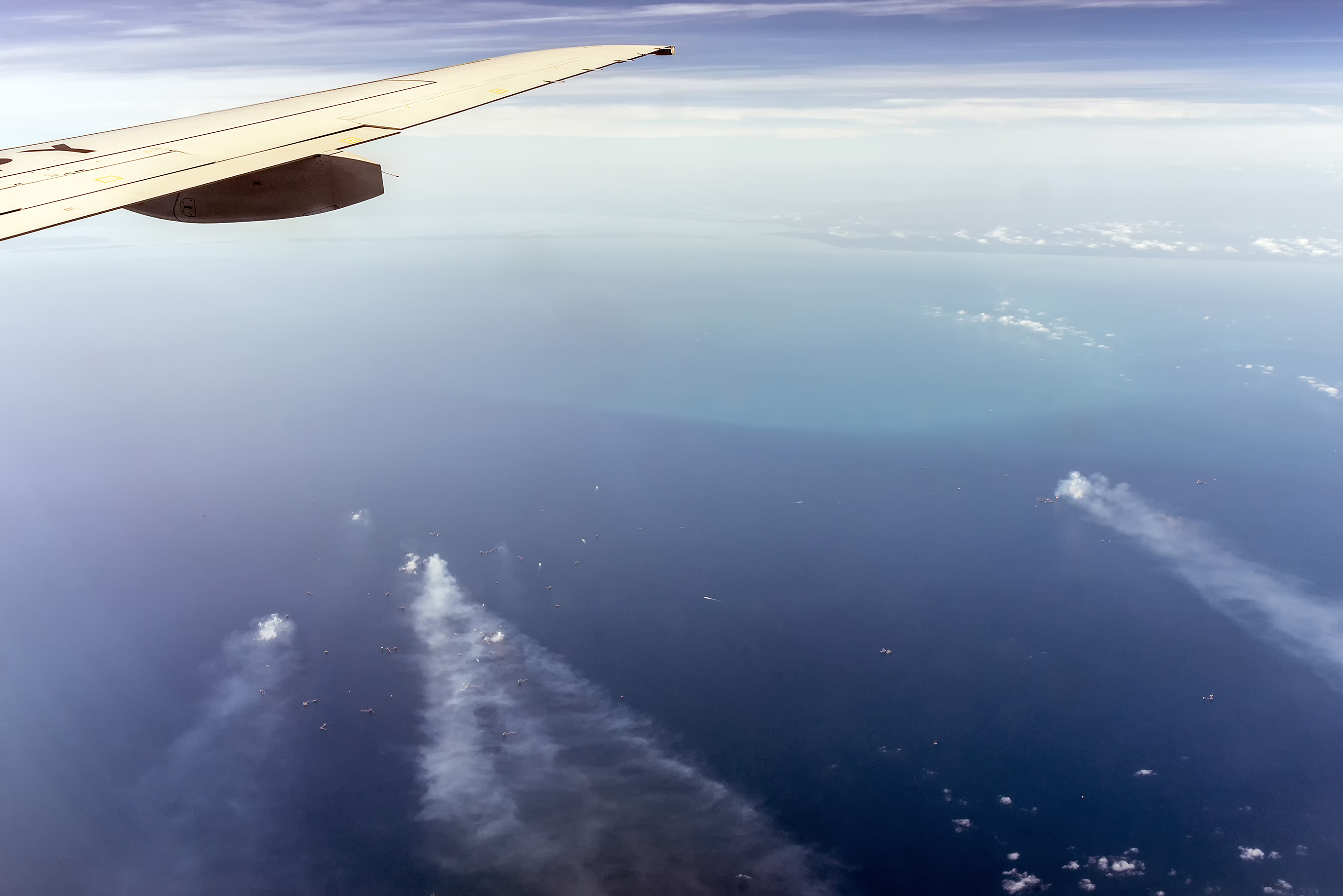
Cantarell

La península de Yucatán es la porción septentrional de Mesoamérica que divide el golfo de México del mar Caribe en el extremo sureste de América del Norte y la parte norte de América Central, con un territorio de aproximadamente 181 000 km². La integran al norte, los estados mexicanos de Yucatán, Quintana Roo y Campeche, y al sur la conforman el departamento guatemalteco de Petén y Belice. Para fines de este artículo, las demarcaciones limítrofes peninsulares son: al suroeste, la laguna de Términos en el estado de Campeche; al noroeste la ría de Celestún y el puerto de Sisal en el estado de Yucatán; al noreste, Cabo Catoche en el estado de Quintana Roo; al sur, el cinturón plegado del departamento del Petén; al sureste, bordeando las montañas Maya, el litoral del golfo de Honduras. Se trata propiamente del territorio que ocupó durante la dominación española, desde principios del siglo XVI hasta principios del siglo XIX, la Capitanía General de Yucatán.
En la mayoría de este territorio, con excepción de la parte sur y de los litorales, es tierra caliza y dura, carente de ríos y de montañas importantes, en la que el agua, para volver al mar, rompe brecha en el subsuelo una vez alcanzado el manto freático, formando cavidades y aguadas interiores conocidas como cenotes, que los antiguos pobladores de la región, los mayas, usaron como reserva vital del agua. 
En la porción norte del litoral, a unos 7 km al oriente del puerto de Progreso, se encuentra una pequeña población veraniega y de pescadores llamada Chicxulub en donde se estima que cayó un aerolito de la familia de Baptistina, hace 65 millones de años, que formó un cráter gigantesco —el renombrado cráter de Chicxulub—, de aproximadamente 180 km de diámetro y que según las más recientes hipótesis tuvo, entre otras consecuencias, la extinción de los dinosaurios de la faz de la tierra.
En la parte noreste de la península, la más calcárea, la más agreste, se cultivó desde tiempos inmemoriales el henequén, planta originaria de la región, y que desde mediados del siglo XIX dio origen a una agroindustria, que por muchos años fue la principal actividad económica peninsular.

## Toponimia
El nombre asignado a la península se originó durante las primeras exploraciones de los conquistadores provenientes de la península ibérica. Son fidedignas las versiones que coinciden en que este nombre habría resultado de una confusión entre los habitantes mayas y los primeros exploradores españoles hacia 1517:
- Según una de ellas, todo fue consecuencia de que un explorador hispano interpelando a un indígena maya quiso saber el nombre de la región. El indígena probablemente le respondió Ma'anaatik ka t'ann que en idioma maya yucateco significa no entiendo tu hablar o no te comprendo.
- También se dice que los españoles dieron el nombre de Yucatán a la región porque los mayas contestaban a sus preguntas con la frase uh yu ka t'ann, que en maya significa oye como hablan, y los españoles entendieron Yucatán.
- Otras versiones indican que Yucatán proviene del maya Ci u t'ann, que significa no entiendo.
- La enciclopedia Yucatán en el Tiempo, en la ficha correspondiente a Bartolomé Colón, hermano de Cristóbal, dice que en ocasión de una travesía que realizaba el navegante genovés en agosto de 1502, se encontró con un grupo de mayas que surcaban el Caribe en una embarcación en misión comercial, frente a la costa de lo que actualmente es Honduras. Que después de intercambiar mercancías, los indígenas, señalando a los lejos las costas de su tierra, dijeron: "Yuk'al-tan mayab", que era la designación lingüística de su nación y que textualmente quiere decir: "todos los que hablan la lengua maya". En su informe, Bartolomé Colón recogió esa frase y escribió Yucathan maian, para designar la tierra que tuvo enfrente, desde la costa norte de Honduras, hasta la costa oriental de la península. Así es como el castellano adquiere el primer nombre geográfico con que habría de designarse después la tierra de los mayas. Esta es, según Antonio Mediz Bolio, la etimología más razonable del nombre de Yucatán, al que se le han atribuido los más caprichosos y pintorescos orígenes.[1]

En cualquier caso los hispanos entendían algo parecido al vocablo Yucatán que hoy denomina a esta región peninsular y al estado mexicano del mismo nombre.
Es probable que el primer narrador de la versión del «no te entiendo» fuera fray Toribio de Benavente Motolinía, que al final del capítulo 8 del Tratado III de su Historia de los indios de la Nueva España dice:

(...) porque hablando con aquellos Indios de aquella costa, a lo que los españoles preguntaban los Indios respondían: «Tectetán, Tectetán», que quiere decir: «No te entiendo, no te entiendo»: los cristianos corrompieron el vocablo, y no entendiendo lo que los Indios decían, dijeron: «Yucatán se llama esta tierra»; y lo mismo fue en un cabo que allí hacía la tierra, al cual también llamaron cabo de Cotoch; y Cotoch en aquella lengua quiere decir casa.
 fray Toribio de Benavente, Historia de los indios de la Nueva España

Por su lado, el fraile franciscano Diego de Landa, quien fue obispo de Yucatán, en su Relación de las cosas de Yucatán escrita en 1566, refiere textualmente:

(...) Que cuando Francisco Hernández de Córdoba llegó a esta tierra saltando en la punta que él llamó cabo de Cotoch, halló ciertos pescadores indios y les preguntó qué tierra era aquella, y que le respondieron cotoch, que quiere decir nuestras casas y nuestra patria, y que por eso se puso ese nombre a aquella punta, y que preguntándoles más por señas que cómo era suya aquella tierra, respondieron kiuthán, que quiere decir dícenlo; y que los españoles la llamaron Yucatán, y que esto se entendió de uno de los conquistadores viejos llamado Blas Hernández que fue con el Adelantado la primera vez...
Diego de Landa, Relación de las cosas de Yucatán  (1566)

Bernal Díaz del Castillo, en su Historia verdadera de la conquista de la Nueva España, afirma que «Yucatán» quiere decir «tierra de yucas» planta que era cultivada por los mayas y que constituía un importante complemento alimenticio para ellos.

## Nombre original de la región
Antes de la llegada de los españoles a la península de Yucatán, el nombre de esta era Mayab. En idioma maya, ma ya'ab que significa unos pocos (ma significa no y ya'ab, muchos). Era el lugar que los mayas habían seleccionado en su peregrinar y calificado para unos cuantos.  Había sido y era todavía, a la llegada de los europeos, una región muy importante para la civilización maya, que había encontrado ahí el reducto en el que se desarrolló, muy particularmente durante el denominado periodo posclásico, aunque los asentamientos de la civilización maya más remotos en la región se estiman hacia el s. III d. C. e incluso antes, como se afirma tras las determinaciones relativamente recientes en yacimientos arqueológicos como Komchén, Dzibilchaltún y Tipikal. Fue en ese entonces que las primeras migraciones provenientes del Petén, se establecieron primero en la región de Bacalar. Más adelante, hacia el s. V d. C., empezaron a trasladarse hacia el poniente de la península, fundando entre otras ciudades Chichén Itzá, Izamal, Motul, Ek Balam e Ichcaanzihóo (también llamada T'Hó), actualmente Mérida, la capital del estado en nuestros días.
Las ciudades mayas de la zona continuaron existiendo después del colapso de las ciudades de la región maya original y algunas de ellas seguían siendo habitadas a la llegada de los españoles a principios del siglo XVI. En la actualidad, se conservan en extraordinario estado un gran número de sitios arqueológicos que abarcan diversos periodos del desarrollo de la civilización maya.
Desde la conquista española, en la primera parte del siglo XVI y hasta mediados del siglo XIX la península de Yucatán, integrada por los actuales estados de Campeche, Yucatán y Quintana Roo, constituyó una sola entidad político-administrativa, la Capitanía General de Yucatán. En los albores del México independiente, en 1823, se configura una primera República de Yucatán que se adhiere a la República Federal de los Estados Unidos Mexicanos. Más tarde en 1841, como resultado de conflictos culturales y políticos vinculados con el pacto federal que había sido roto, Yucatán se declara independiente de México para darse una segunda República de Yucatán, también efímera por cuanto que en 1848 Yucatán se reintegraría a México. Quince años después, en 1858 (aunque el gobierno de Benito Juárez no reconoció el hecho sino hasta 1863), en plena guerra de castas, el estado mexicano de Yucatán habría de ser escindido por primera vez, estableciéndose Campeche como estado independiente. 
A la conclusión de la propia guerra, durante el porfiriato, en 1902, el estado de Yucatán fue dividido nuevamente para crear el territorio federal que más tarde se convertiría en el actual estado de Quintana Roo.

## Los mayas en la Península

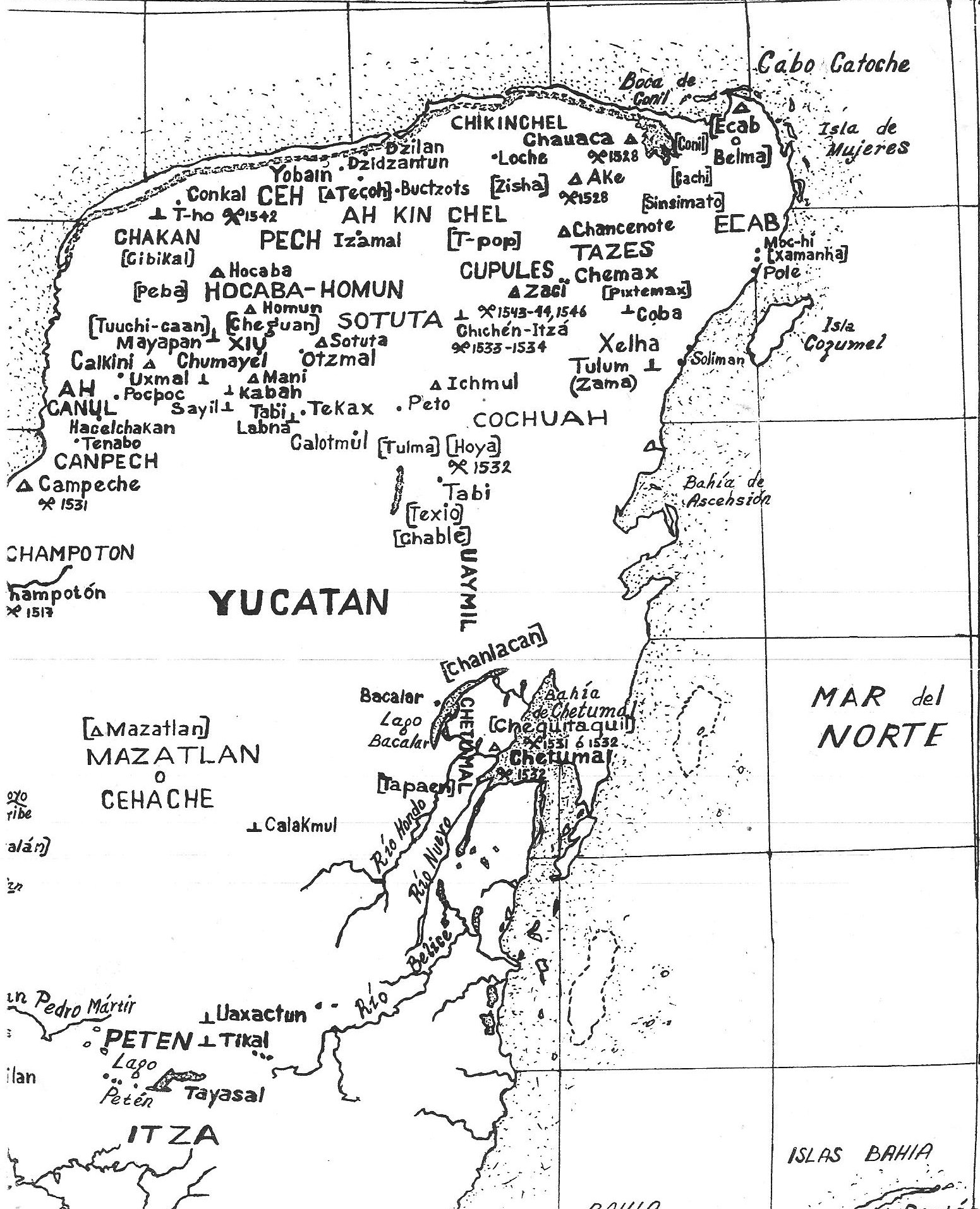
Mapa de las ciudades mayas en la península de Yucatán, este mapa es del libro llamado Conquista y Descubrimiento de Yucatán de Robert S. Chamberlain.

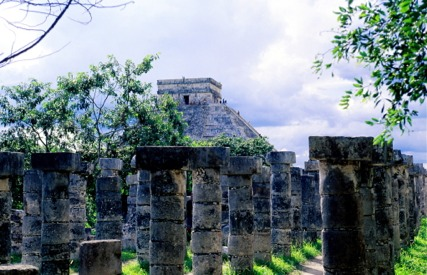
Chichén Itzá fundada hacia el 525 d. C.

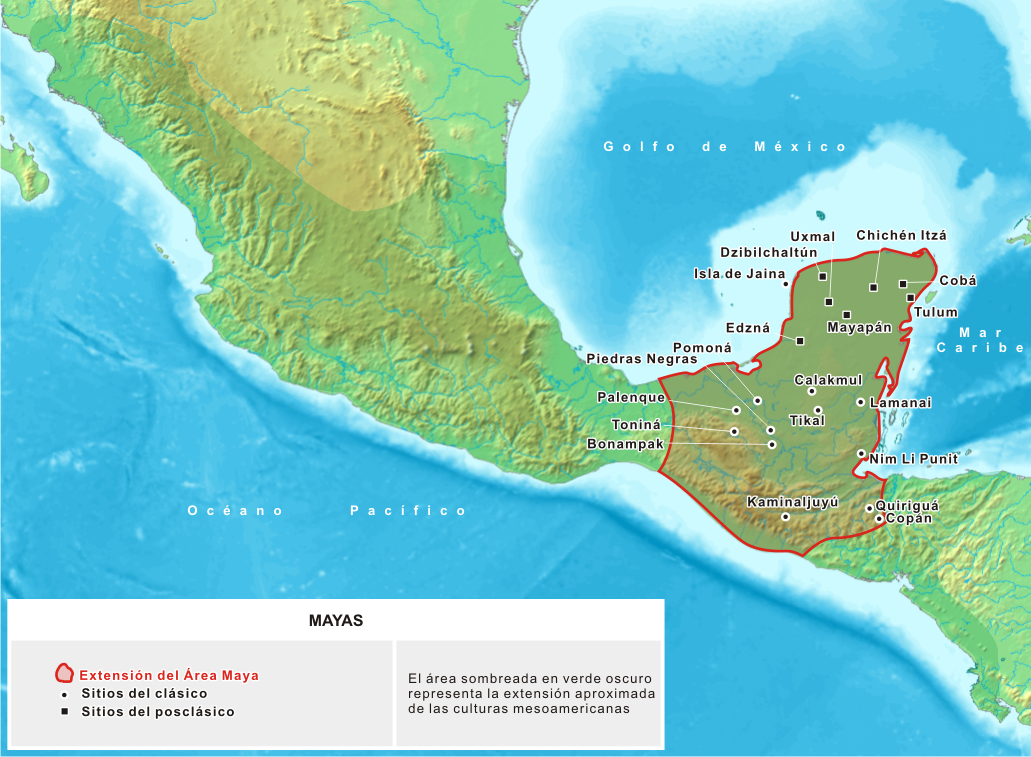
Región de los antiguos mayas en Mesoamérica.

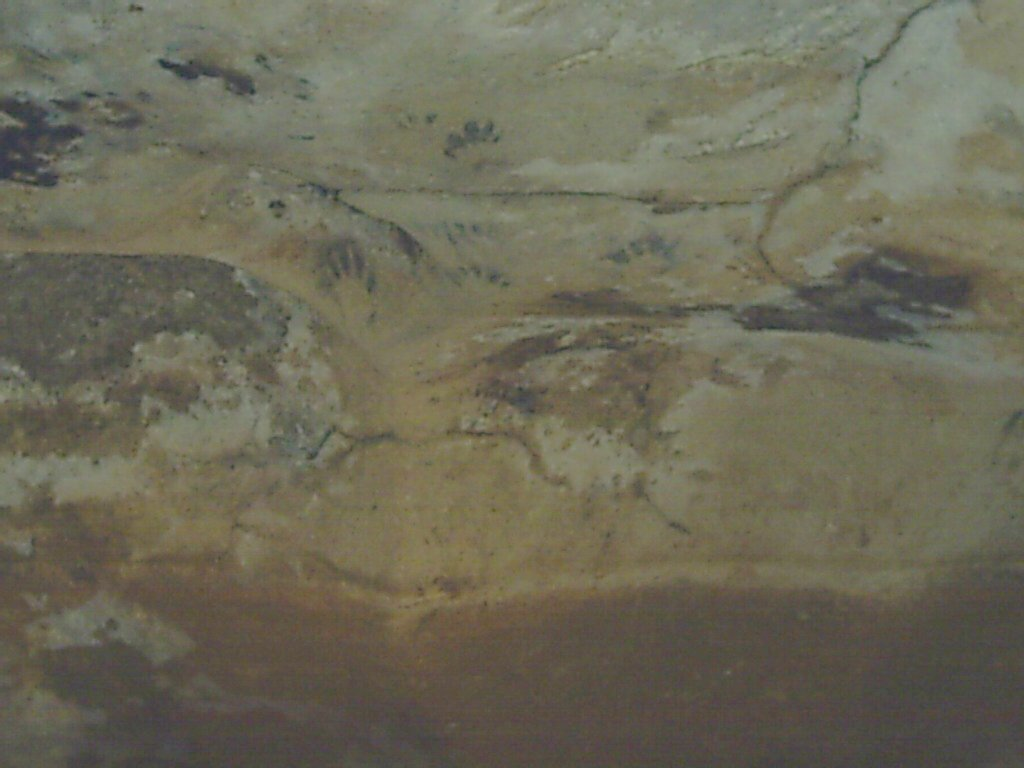
Pintura rupestre en cueva de Lol-Tun, Yucatán.

Fueron los mayas quienes establecieron las primeras ciudades prehispánicas en la península, aunque posiblemente haya habido habitantes y poblamientos menores previos (ca. 8000 AC) que parecen demostrarse con descubrimientos paleontológicos (Lol-Tun) relativamente recientes. Con relación a los mayas se sabe, sin embargo, que los primeros de entre ellos bajaron del Petén, para instalarse en la región suroriental de la península en la zona de Bacalar, Quintana Roo y que lo hicieron hacia el año 250 d. C. Fueron los chanes, pueblo o tribu maya que antecedió a los itzáes, quienes más tarde, hacia el año 525 d. C. comenzaron a moverse hacia el oriente de la península, fundando Chichén Itzá, Izamal, Motul, Ek Balam, T'Hó (Ichcaanzihó), hoy la ciudad de Mérida y Champotón.
Más adelante, hubo otros grandes centros urbanos mayas en Yucatán, aunque cada ciudad tenía autogobierno y fuerza militar (con similar organización a las polis griegas). Todos se identificaban como mayas. 
En la península, las tres ciudades prehispánicas principales fueron aparte de Chichén Itzá, Uxmal y Mayapán. Estas formaron la Liga de Mayapán que era una especie de confederación para tener apoyo mutuo en cuanto a comercio y defensa de sus fronteras. El poder desarrollado por la Triple Alianza duró poco, pues Hunac Ceel Cauich, señor de Mayapán, peleó y derrotó a Chac Xib Chac de Chichén-Itzá, quienes huyeron y se establecieron en el lago Petén-Itzá, al norte de la actual Guatemala, según el relato del Chilam Balam de Chumayel.
Muchas ciudades peninsulares actuales en su origen fueron localidades mayas: Mérida, (T'Hó); San Francisco de Campeche (Akimpech); Chetumal, (Chaktemal), etc. Del mismo modo, muchos nombres actuales son heredados del pueblo maya a los yucatecos modernos: Canul, Cauich, Couoh, Pech, Chi, Ay, Pat, Ucán, Tzec, Yah, Ixbá son apellidos que aún se conservan en pleno siglo XXI y tienen su origen en los antiguos mayas.

## Descubrimiento de la Península

Expedición de Francisco Hernández de Córdoba a Yucatán en los primeros meses de 1517.

Al referirse al descubrimiento de la península de Yucatán se habla del evento histórico protagonizado por europeos, por orden y encargo del Imperio español, en los albores del siglo XVI, durante el proceso de exploración y conquista de los territorios de Mesoamérica. Resulta obvio que el término descubrimiento es utilizado por cuanto a lo que se refiere a los propios españoles que estaban entonces explorando territorios para ellos desconocidos. En sentido estricto, no se puede descubrir un territorio que ya estaba habitado.
En 1513, Juan Ponce de León ya había conquistado la isla de Borinquén, actual Puerto Rico, y había «descubierto» la Florida. Él y Antón de Alaminos quien lo acompañó en este último «descubrimiento», sospechaban entonces que al oeste de Cuba encontrarían nueva tierras. Bajo la influencia de ellos, Diego Velázquez de Cuéllar, a la sazón gobernador de la isla de Cuba, organizó una expedición bajo el mando de Francisco Hernández de Córdoba y con la participación de los capitanes Cristóbal de Morante y Lope Ochoa de Caicedo para explorar los mares al poniente de la isla.
Esta expedición zarpó del puerto de Ajaruco el 8 de febrero de 1517 con rumbo a La Habana y después de rodear la isla y navegar con dirección sur poniente, por lo que ahora se conoce como el canal de Yucatán, llegó a tierra firme el 1 de marzo, a la península del Yucatán. Hay discrepancias respecto del lugar al que arribaron los participantes de esta primera expedición. Unos afirman que fue Isla Mujeres. Bernal Díaz del Castillo dice que fue cabo Catoche en donde vieron una gran ciudad a la que llamó el Gran Cairo.

## Conquista de la península por los españoles en elsigloXVI

División de jurisdicciones mayas en el según Ralph L. Roys.

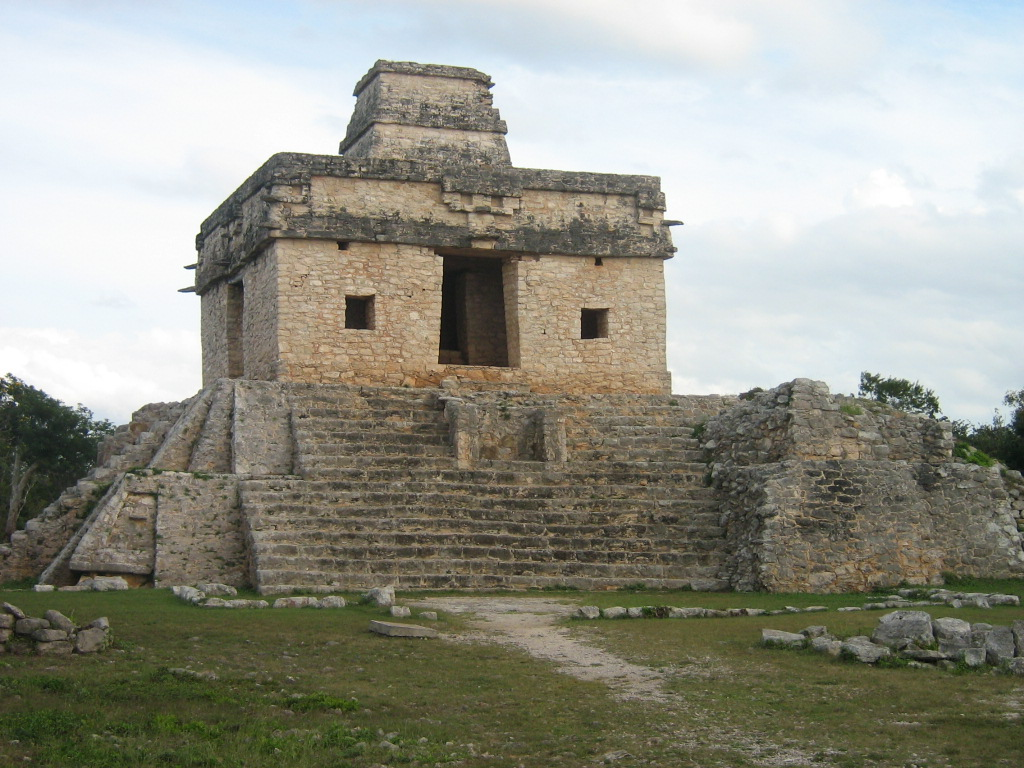
Templo de las Siete Muñecas en Dzibilchaltún, al norte de Mérida.

La conquista de Yucatán llevada a cabo por Francisco de Montejo con ayuda de Alonso de Ávila, ambos experimentados excapitanes de Cortés, comenzó en 1527. Fue esta una tarea harto difícil. La primera campaña realizada por el oriente de la península entre 1527 y 1529, así como la segunda campaña, realizada por el occidente de la península entre 1530 y 1535, fueron repelidas por las tribus mayas, quienes en forma organizada atacaron las posiciones españolas en la ciudad real de Chichén Itzá.
Francisco de Montejo, quien había logrado el título de Adelantado para la península de Yucatán, también tenía intereses en las gobernaciones de Guatemala, Chiapas y Tabasco, los cuales distrajeron su atención durante cinco años, por lo que suspendió las actividades de conquista entre 1535 y 1540.
Fueron Francisco de Montejo el mozo y Francisco de Montejo, el sobrino, quienes lograron someter poco a poco a cada una de las tribus mayas en cada jurisdicción (Kuchkabal) de los ah Canul, tutul xiúes, cocomes, cheles, cupules, y otras en una tercera campaña que inició en 1540 y terminó en 1546.
Francisco de Montejo, se reunió con su hijo y sobrino en San Francisco de Campeche en 1546 para ejercer su gobernación, pero una nueva rebelión de las tribus mayas estalló coordinadamente en la región, por lo que los Montejo tuvieron que realizar una labor de reconquista en toda la zona oriental de la península durante un año más, logrando su objetivo en 1547.

## Época virreinal
A pesar de que a partir de esta conquista se inicia en la península lo que propiamente podría llamarse como etapa virreinal, caracterizada por el dominio español sobre la región, no dejó de existir un estado de inestabilidad latente en los territorios que habían sido mayas.
De hecho, no fue sino hasta 150 años más tarde, en 1697, cuando Martín de Ursúa pudo someter a las tribus mayas de los itzáes y los couoh (kowoj) en el lago Petén Itzá, a donde se habían retraído, en una vuelta a sus orígenes remotos. Todavía a mediados del siglo XVIII, en 1761, se dio una sublevación maya encabezada por Jacinto Canek en el poblado de Cisteil que fue reprimida por el gobierno colonial de manera cruenta.
Durante los siglos XVII y XVIII, por medio de una ardua y tenaz tarea de gobernantes y misioneros franciscanosse pudo ir consolidando el dominio hispano sobre la región y a pesar de ello, en 1848, ya en la etapa del México independiente, habría de iniciarse otra guerra feroz, llamada de Castas que fue el epílogo, por así llamarlo, de la rebeldía maya en la península frente a sus conquistadores europeos.

## La Península en la actualidad y sus atractivos

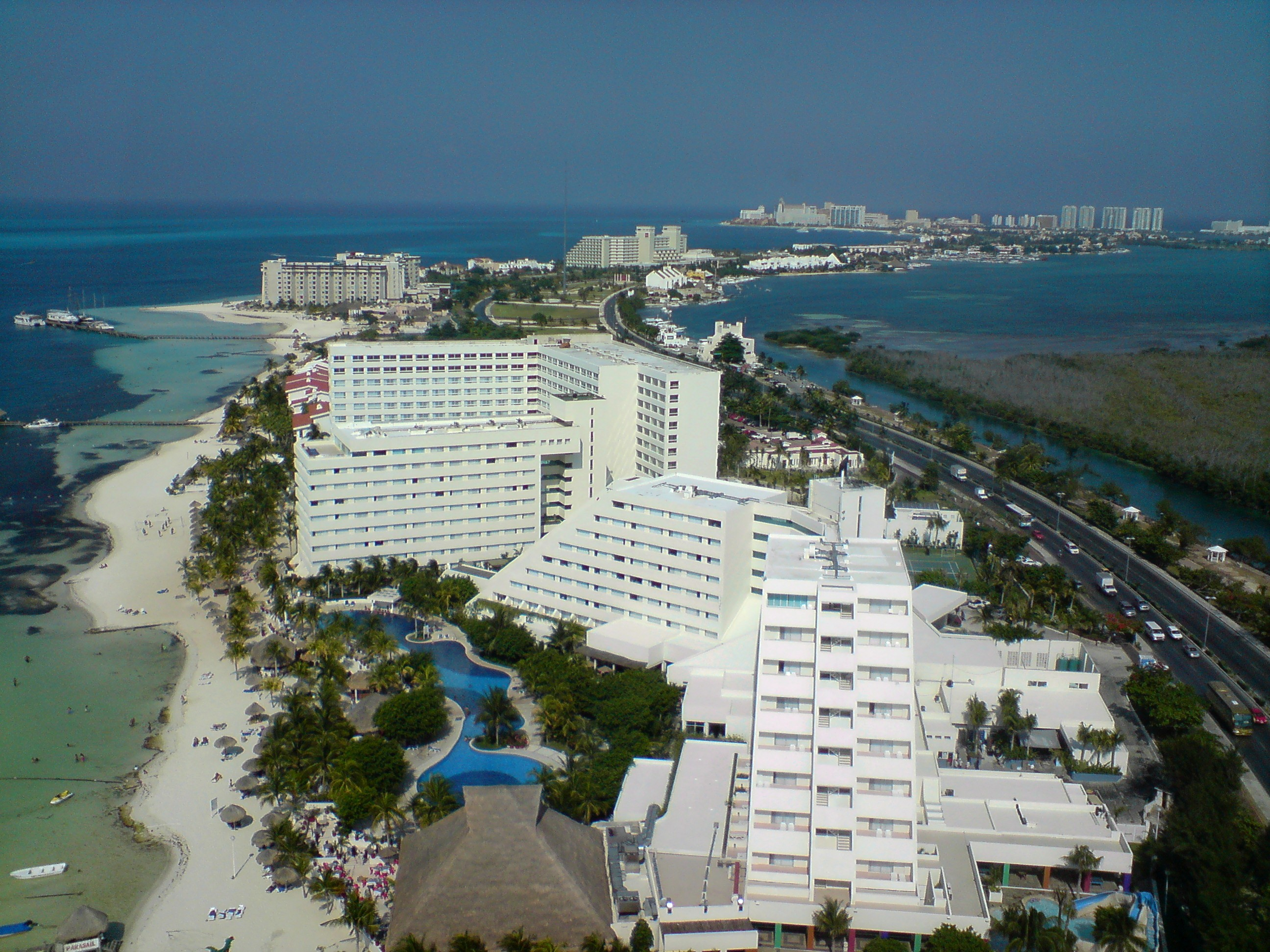
Zona hotelera de Cancún.

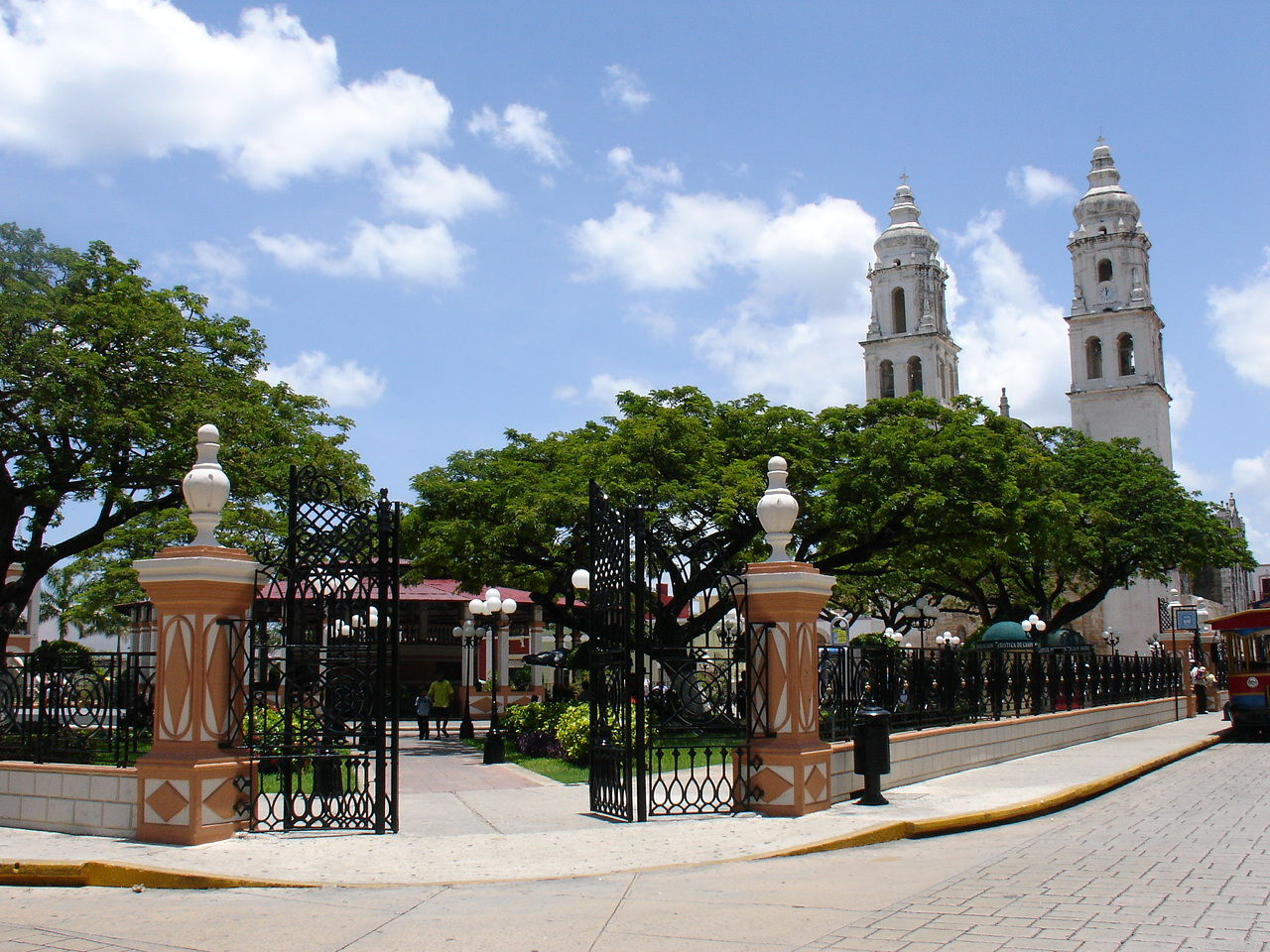
Plaza de la Independencia; San Francisco de Campeche.

- Sitios arqueológicos mayas: Chichén Itzá (Yucatán); Edzná (Campeche); Calakmul (Campeche); Becán (Campeche); Uxmal (Yucatán); Dzibilchaltún (Yucatán); Mayapán (Yucatán); Cobá (Quintana Roo); Tulum (Quintana Roo); Ek Balam (Yucatán); Izamal (Yucatán) que también tiene un gran atractivo colonial. También, la Ruta Puuc, ubicada al sur del estado de Yucatán, ligeramente al norte y a lo largo de la cordillera denominada Sierrita, sobre las que se hallan las antiguas ciudades mayas de Loltún, Labná, Kabáh, X-lapac y el propio Uxmal, ya citado. Todos estos nombres solo para indicar los sitios más renombrados, aunque hay otros, innumerables, en proceso de ser descubiertos y excavados y aun muchos inexplorados.

- Ínsulas correspondientes al litoral de la península: La isla del Carmen y el arrecife Alacranes en el golfo de México. En el mar Caribe: Cozumel, Isla Mujeres, isla Contoy, Holbox, banco Chinchorro, entre otras.

- Puertos de mar y turísticos: Chetumal; Tulum; Puerto Morelos; Playa del Carmen; Cancún; Puerto Juárez; Río Lagartos; Las Coloradas; Telchac Puerto; Chicxulub;[10][11][12] Puerto de Progreso de Castro ; Puerto de Sisal; Celestún; Ciudad del Carmen; San Francisco de Campeche; Champotón.

- Ciudades virreinales de: San Francisco de Campeche declarada Patrimonio Mundial, capital del estado de Campeche, donde prevalecen restos de la antigua muralla que la rodeaba, con sus históricos baluartes, puertas y baterías; Mérida, capital del estado de Yucatán, la ciudad más importante de la región; Tekax; Izamal; Valladolid, en el sur, centro y oriente del estado de Yucatán, Bacalar en el sur del estado de Quintana Roo y Palizada, Ciudad del Carmen y Champotón, en el suroeste del estado de Campeche.

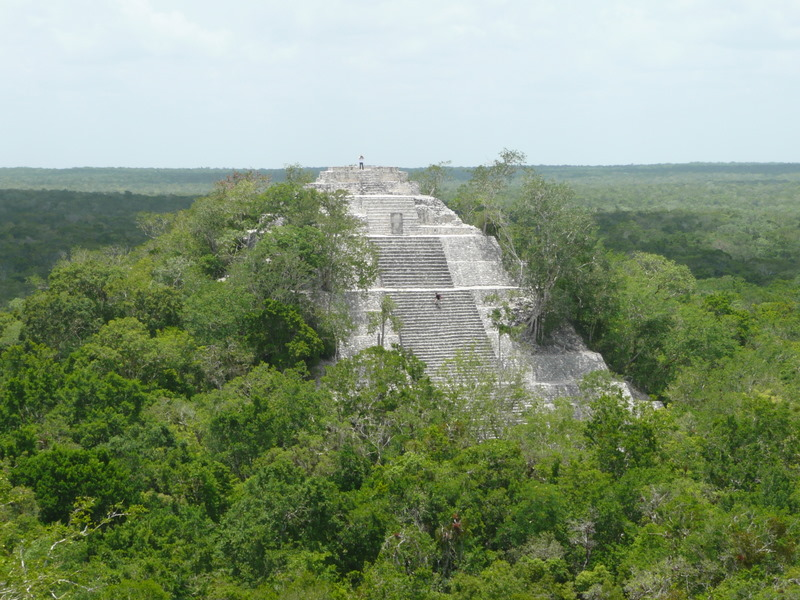
Zona arqueológica de Calakmul, enclavada en la Reserva de la Biosfera del mismo nombre.

- La ruta de las iglesias virreinales que fueron construidas a lo largo de tres siglos (XVI, XVII y XVIII), principalmente por la orden de los Franciscanos que tuvo bajo su cuidado la encomienda y la evangelización de los mayas que vivían en la península del Yucatán a raíz de la conquista española a mediados del siglo XVI.

- Las haciendas henequeneras donde floreció y operó durante siglo y medio, de 1850 hasta finales del siglo XX la famosa agroindustria henequenera de Yucatán. Dispersas en la porción noreste de la península, muchas de ellas han sido reconstruidas y rehabilitadas con fines turísticos.[13]

- Cerca de mil kilómetros lineales de manglares y humedales a lo largo del litoral de la península con una enorme y singular biodiversidad.

- Un gran número de cenotes o ríos subterráneos de interés para los espeleobuzos y en lo general para la espeleología, algunos convertidos en balnearios que pueden ser visitados.[14]

## Principales ciudades de la Península
- Yucatán: Mérida, al noroeste de la península
- Quintana Roo: Cancún, en el noreste de la península sobre la costa del Caribe mexicano.
- Campeche: San Francisco de Campeche, al oeste de la península, en el golfo que lleva su nombre.
- Campeche: Ciudad del Carmen, en el extremo suroeste. en la isla con el mismo nombre.
- Quintana Roo: Chetumal, al extremo sureste de la península en el litoral caribeño.
- Quintana Roo: San Miguel de Cozumel, en la isla de Cozumel.
- Quintana Roo: Playa del Carmen, al sur de Cancún, en el litoral del Caribe.
- Yucatán: Tizimín, en la región ganadera, al noreste del Estado de Yucatán.
- Yucatán: Valladolid, en la zona oriental del Estado de Yucatán.
- Yucatán: Puerto Progreso, en el litoral del Golfo, 30 km al norte de Mérida.
- Yucatán: Izamal, Una de las ciudades más antiguas de la península, 70 km al oriente de Mérida.
- Campeche: Champotón, en el suroeste de la península, al sur de San Francisco de Campeche.